# 21476 Пітрі
21476 Пітрі (21476 Petrie) — астероїд головного поясу, відкритий 28 квітня 1998 року.
Тіссеранів параметр щодо Юпітера — 3,644.